# Isoglossa prolixa
Isoglossa prolixa là một loài thực vật có hoa trong họ Ô rô. Loài này được Lindau mô tả khoa học đầu tiên.